# یخدانهای سیرجان
یخدانهای سیرجان مربوط به دوره قاجار است و در سیرجان، قسمت غرب محله باغ بمید، خیابان شیخ فضل‌الله نوری واقع شده و این اثر در تاریخ ۱۸ خرداد ۱۳۸۴ با شمارهٔ ثبت ۱۱۸۷۵ به‌عنوان یکی از آثار ملی ایران به ثبت رسیده است.